# Chascanopsetta elski
Chascanopsetta elski es una especie de pez de la familia Bothidae en el orden de los Pleuronectiformes.

## Hábitat
Se encuentra entre los 250 a 255 m de profundidad.

## Distribución geográfica
Se encuentra en las  costas occidentales del Océano Índico.